# Timbrele poștale și istoria poștală ale Orașului Liber Danzig

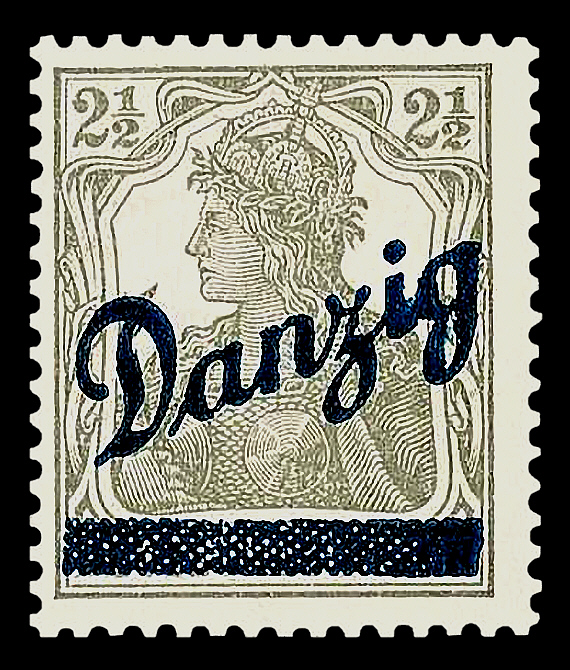
Un timbru german supratipărit în 1920 pentru a fi folosit în Danzig.

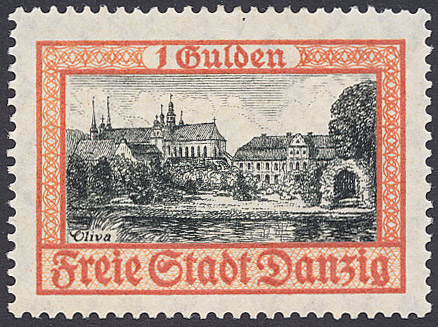
Un timbru din 1938 din Oraşul Liber Danzig.

Danzig, în prezent Gdańsk, este un oraș polonez de pe coasta Mării Baltice. La 15 noiembrie 1920 a fost constituit Orașul Liber Danzig, ca un stat semi-independent aflat sub mandatul Ligii Națiunilor. Noul stat și-a creat propriul său sistem poștal. Inițial a folosit timbrele germane existente, pe care le-a supratipărit, iar mai apoi a început să producă propriile sale timbre.

## Primele timbre
Primele timbre din Danzig au fost timbre germane emise la 14 iunie 1920 și supratipărite. Primele timbre emise de Orașul Liber Danzig au apărut în ianuarie 1921 și s-au aflat în uz până la izbucnirea celui de-Al Doilea Război Mondial în 1939. Atunci Orașul Liber a fost anexat de Al Treilea Reich.

## Oficiul poștal polonez

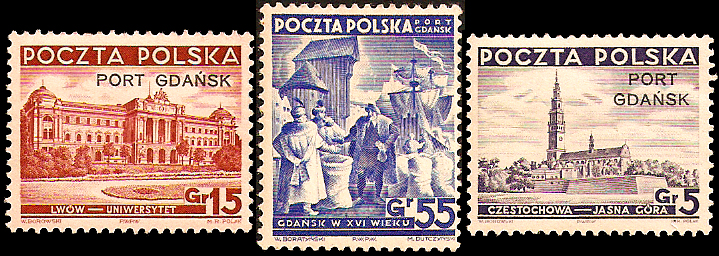
Timbre ale Oficiului Poştal Polonez din Orașul Liber Danzig

Un Oficiu al Poștei Poloneze a funcționat în portul Danzig (vezi Oficiul Poștal Polonez din Danzig). El a folosit timbre poloneze supratipărite cu inscripția PORT GDANSK.

## Timbrele care au circulat în Orașul Liber Danzig

### 1920 - 1923
În anii 1920-1923 au fost utilizate timbre germane aflate în circulație și altele noi, care avea valorile exprimate în mărci germane.

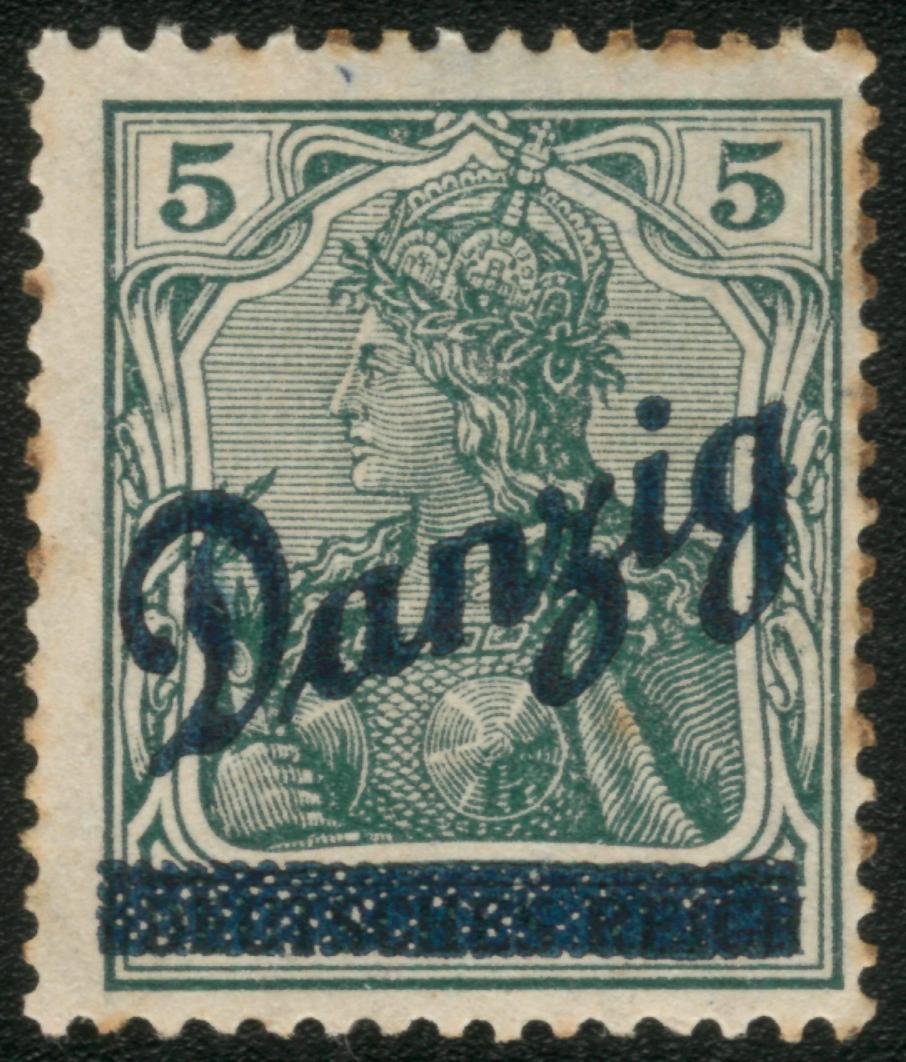
5 pfennigi, 1920
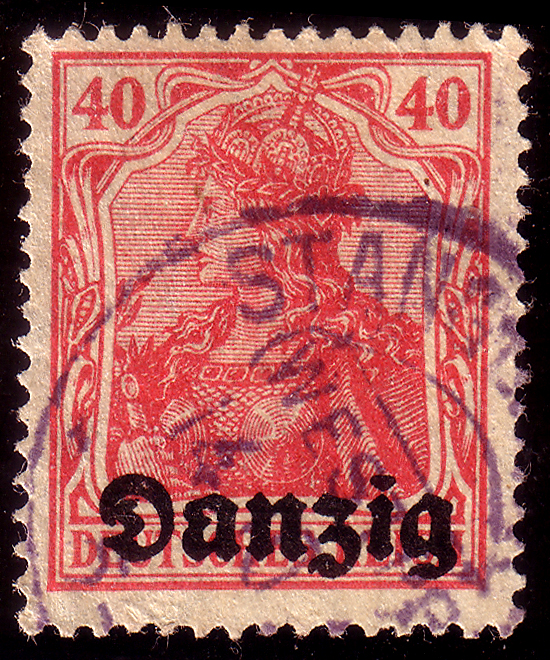
40 pfennigi, 1920
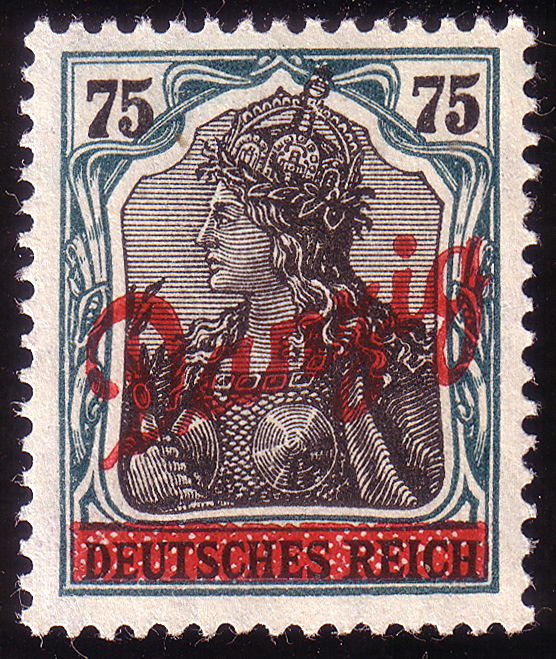
75 pfennigi, 1920
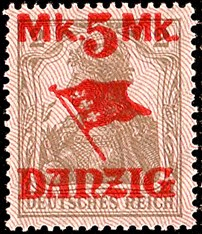
5 mărci
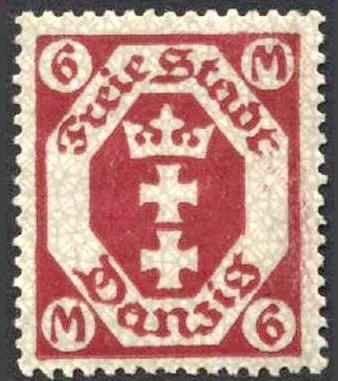
6 mărci, 1922
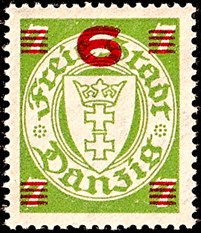
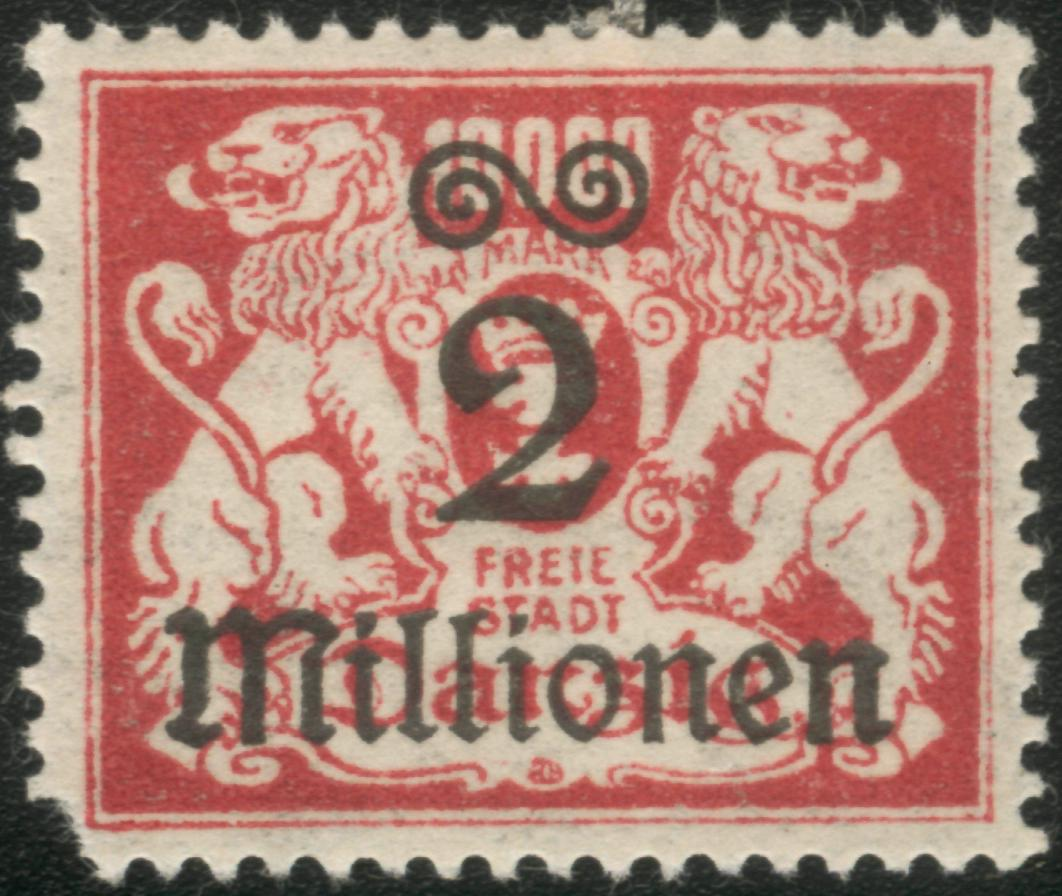
timbru de 2 milioane de mărci imprimat pe un timbrul de 10.000 de mărci

### 1923 - 1939
Din toamna anului 1923 au fost emise timbre poștale proprii cu valoarea exprimată în guldeni de Danzig, moneda nouă care a înlocuit marca germană.

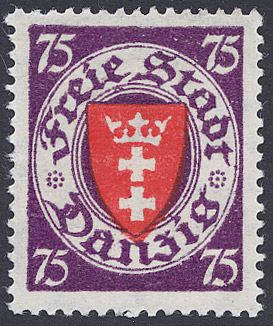
75 pfennigi, 1924
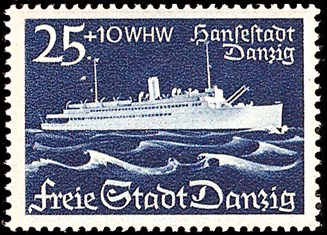
25 pfennigi + 10 pfennigi folosiţi pentru plăţi
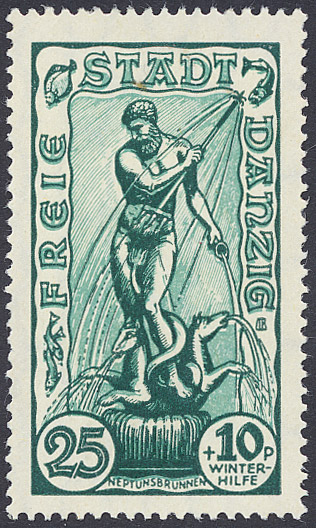
25 pfennigi + 10 pfennigi folosiţi pentru cheltuielile de iarnă, 1937
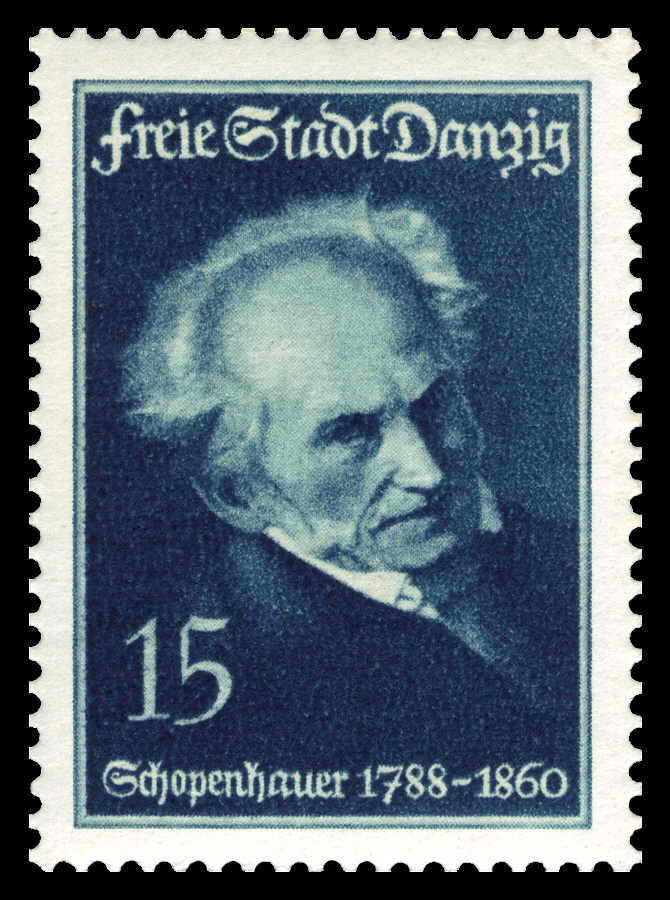
15 pfennigi, 1938
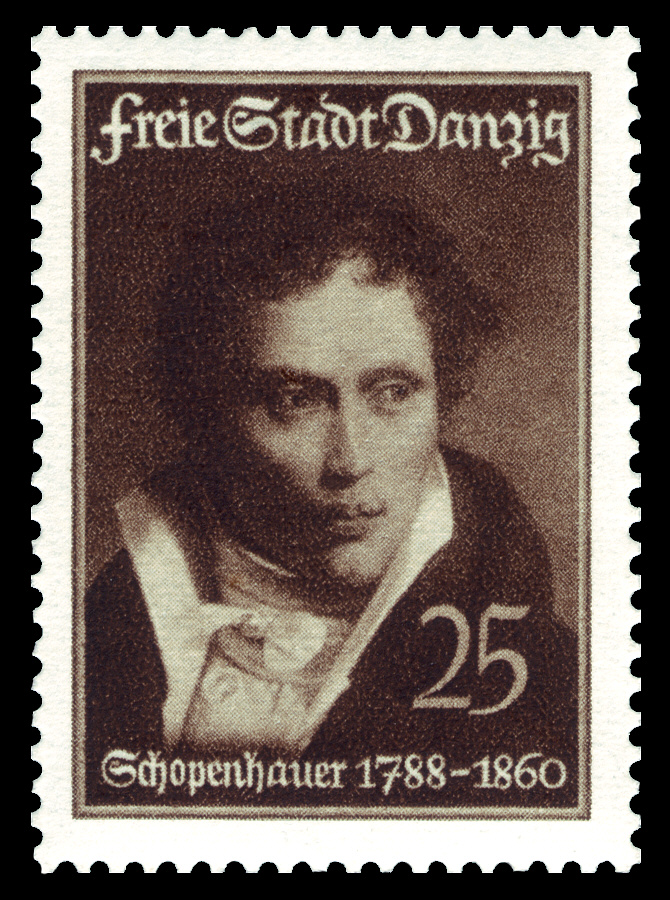
25 pfennigi, 1938
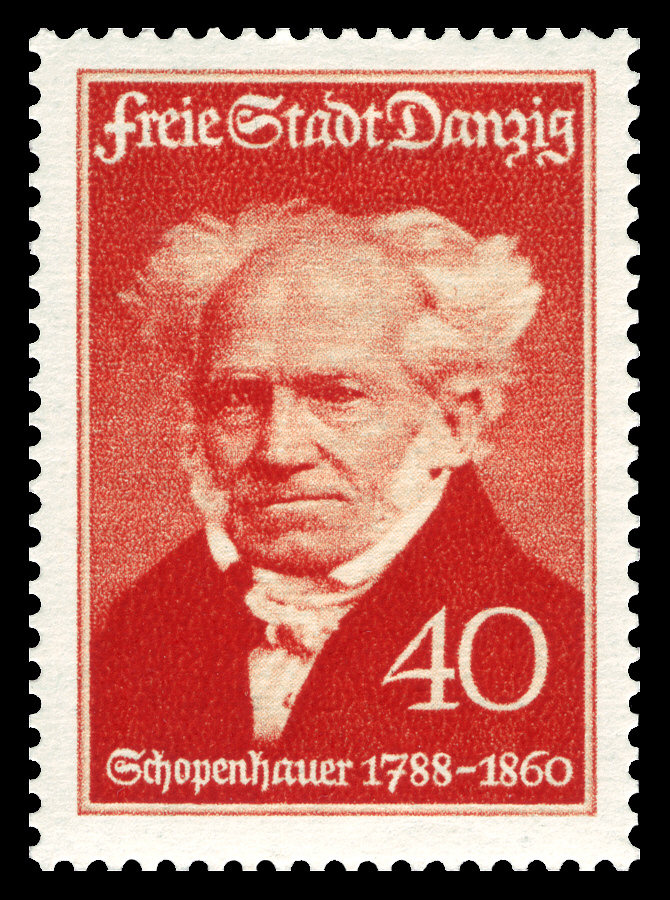
40 pfennigi, 1938
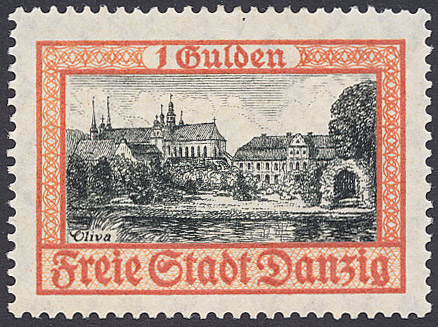
1 gulden, 1938
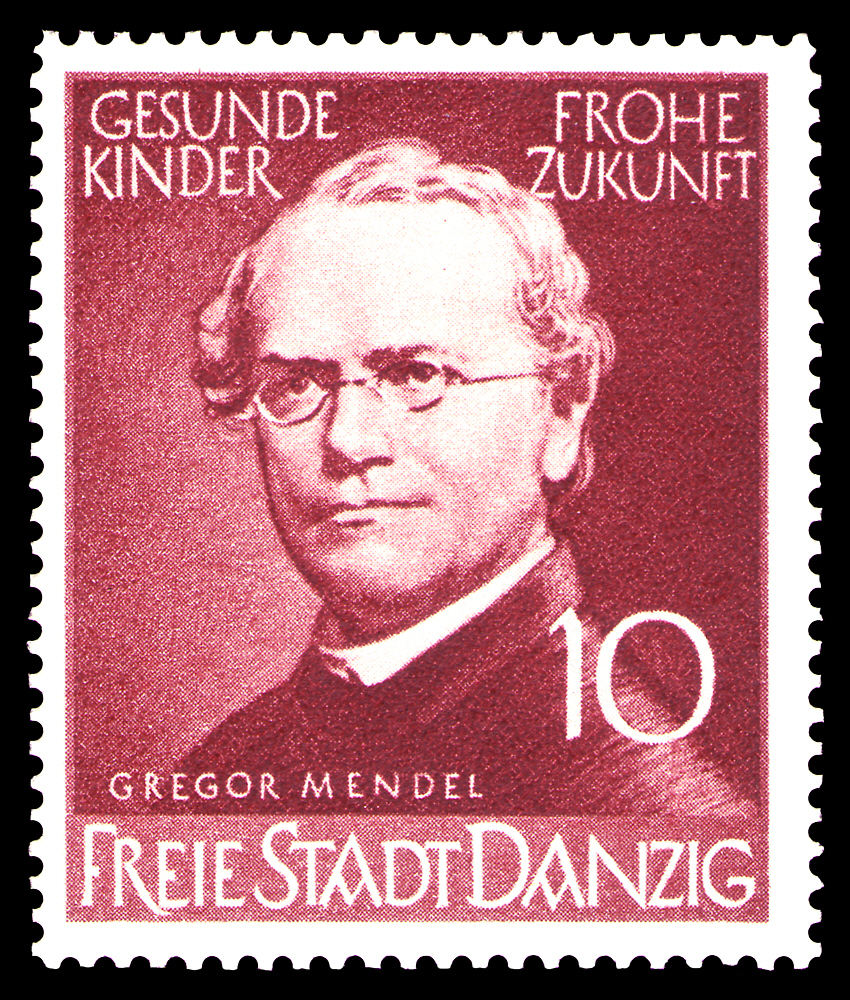
10 pfennigi, 1939
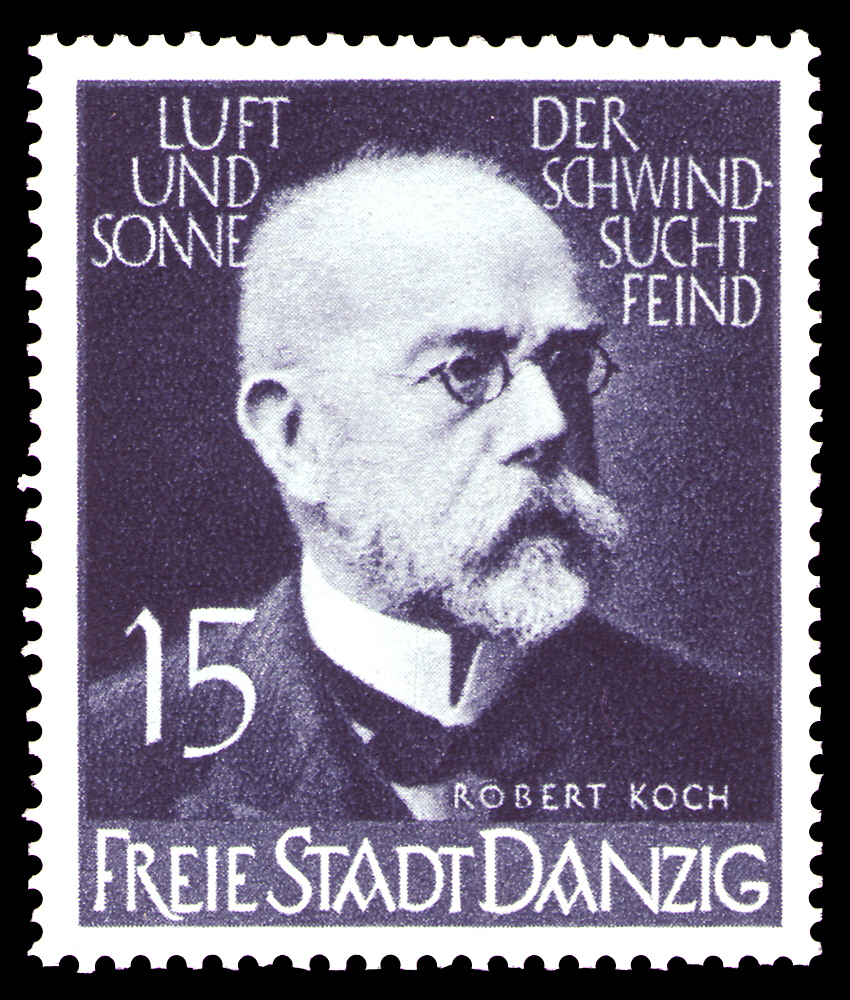
15 pfennigi, 1939
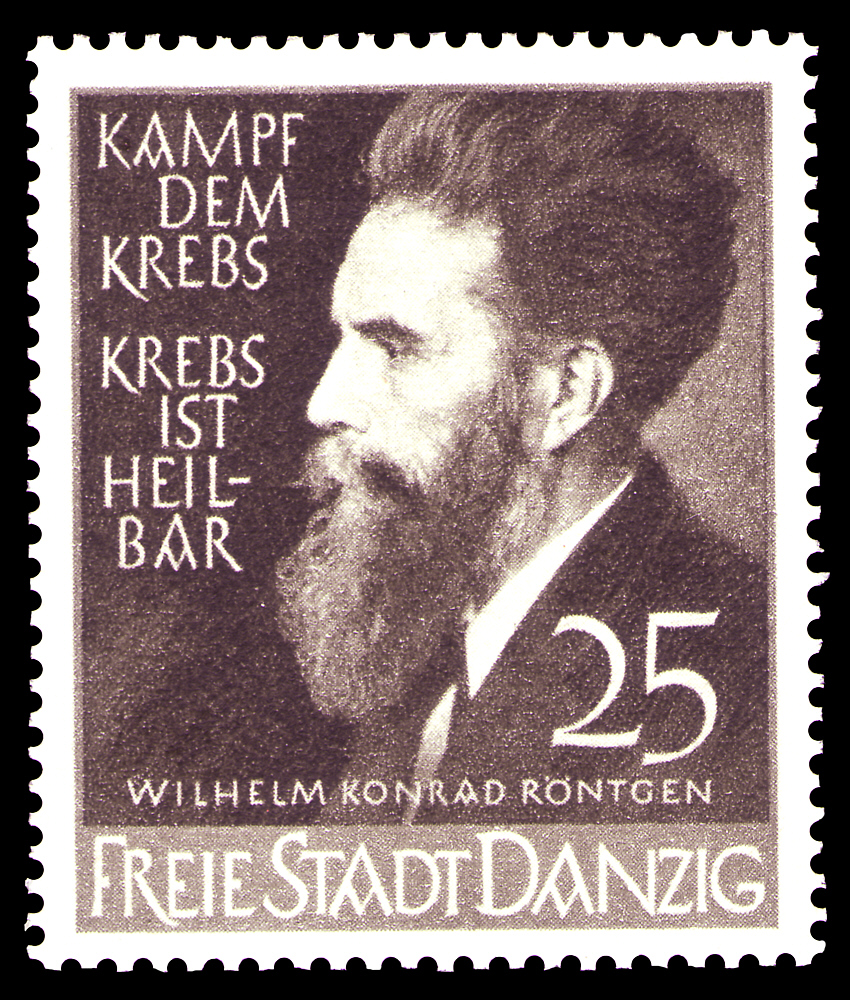
25 pfennigi, 1939

### După 1 septembrie 1939
Germania a ocupat Orașul Liber Danzig la 1 septembrie 1939, anexându-l la Al Treilea Reich. Germania a permis să fie folosite timbrele emise de Orașul Liber Danzig, supratipărind pe acestea valoarea exprimată în mărci germane.

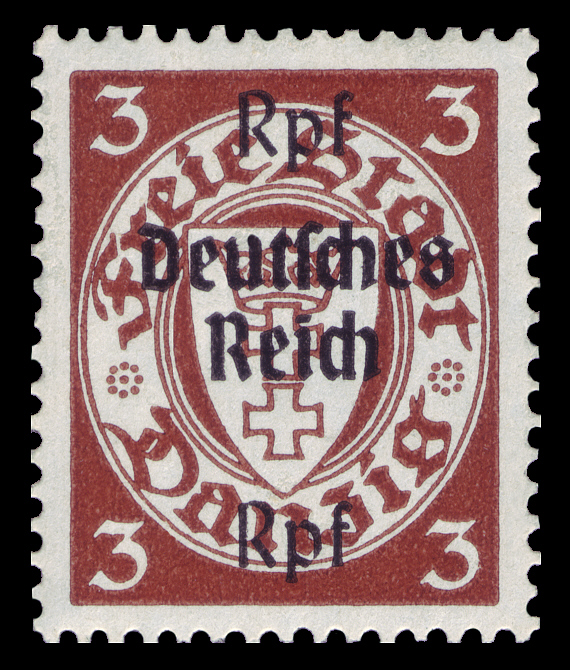
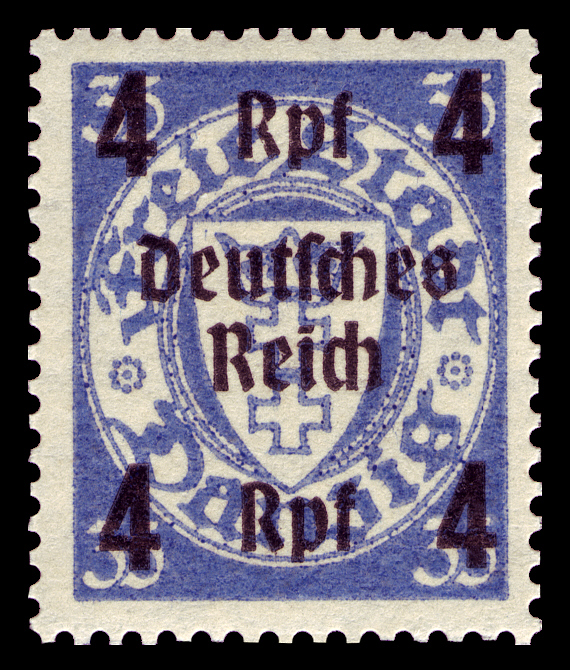
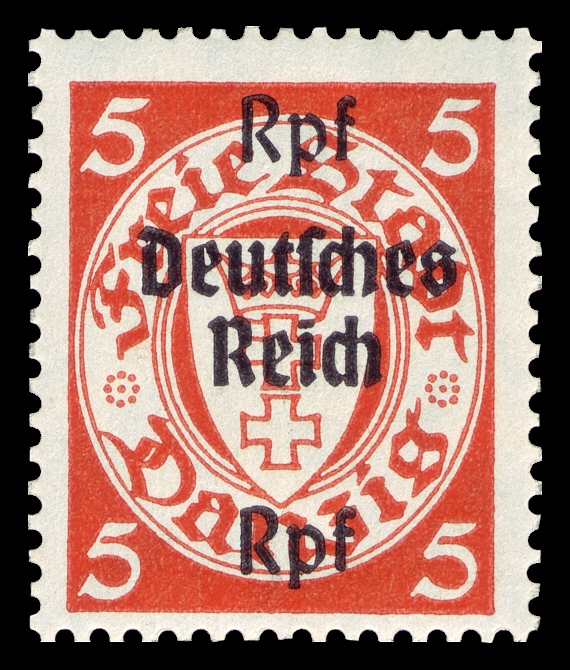
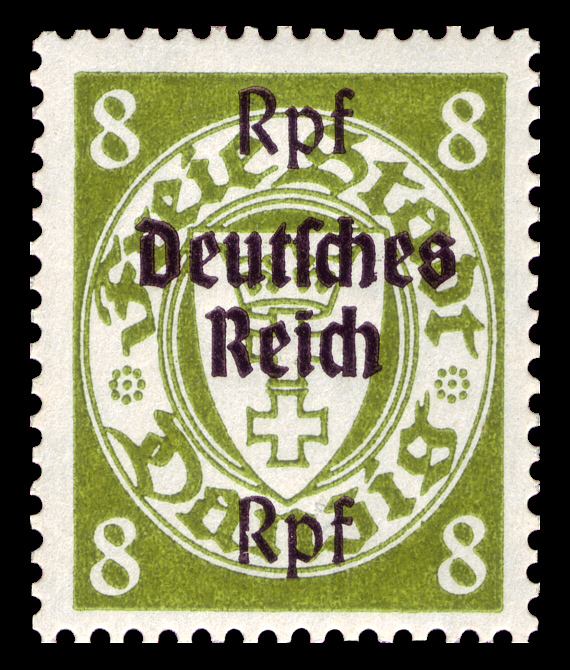
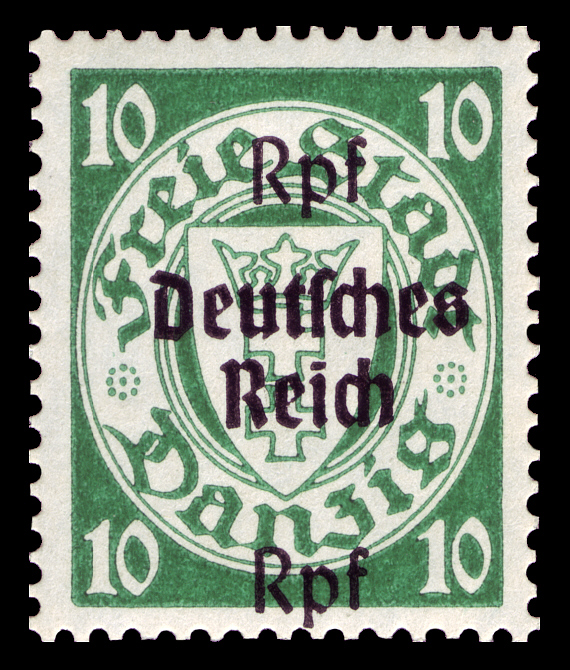
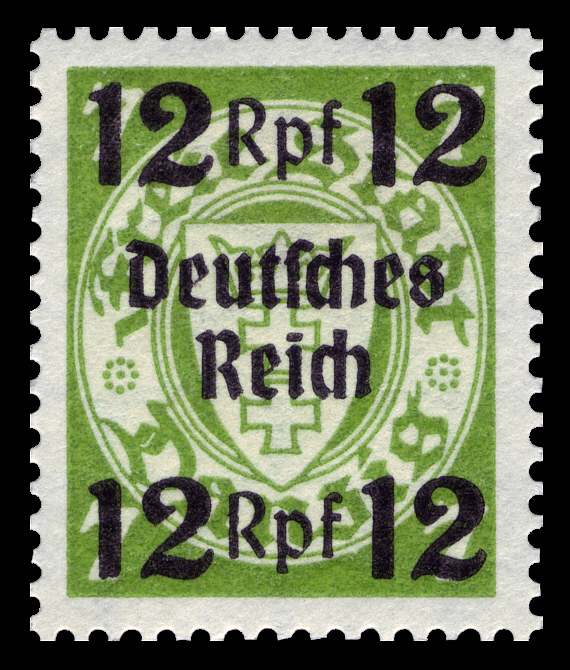
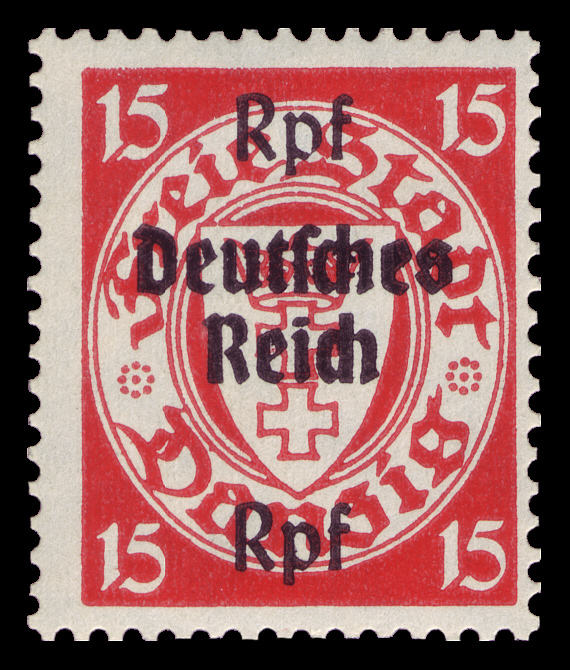
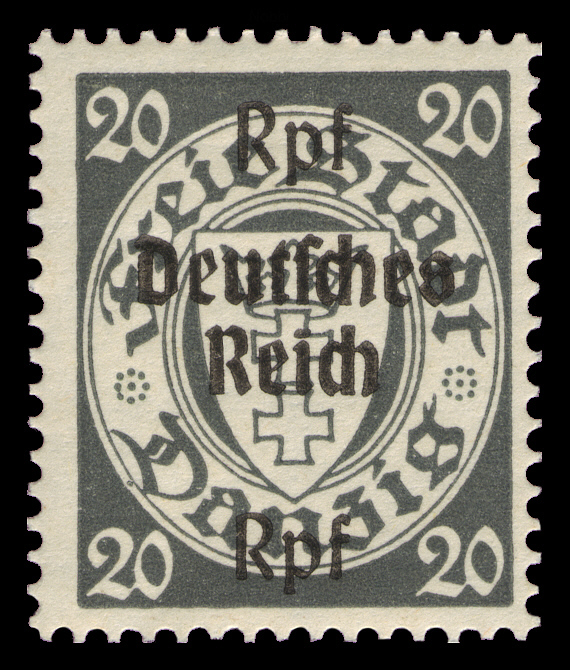
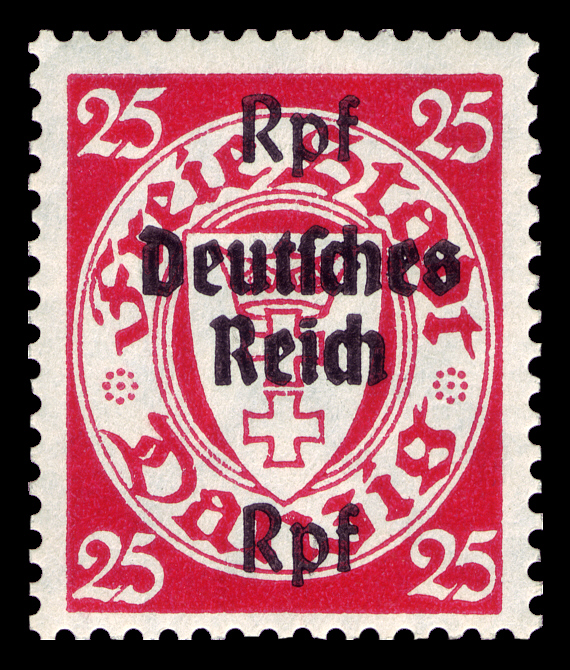
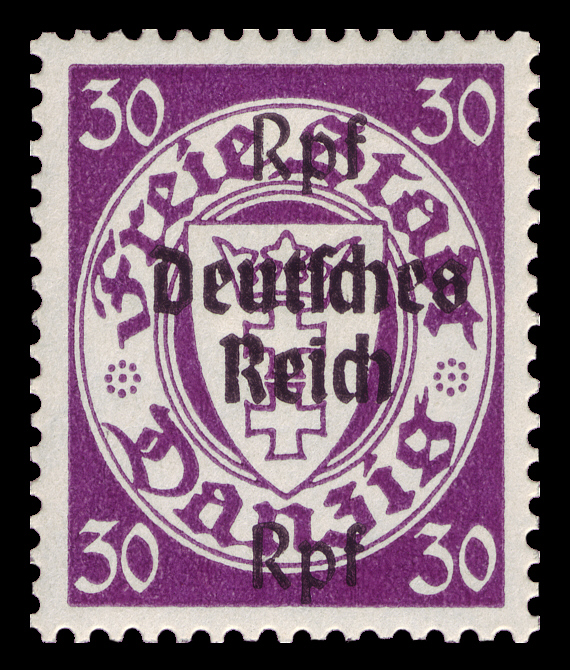
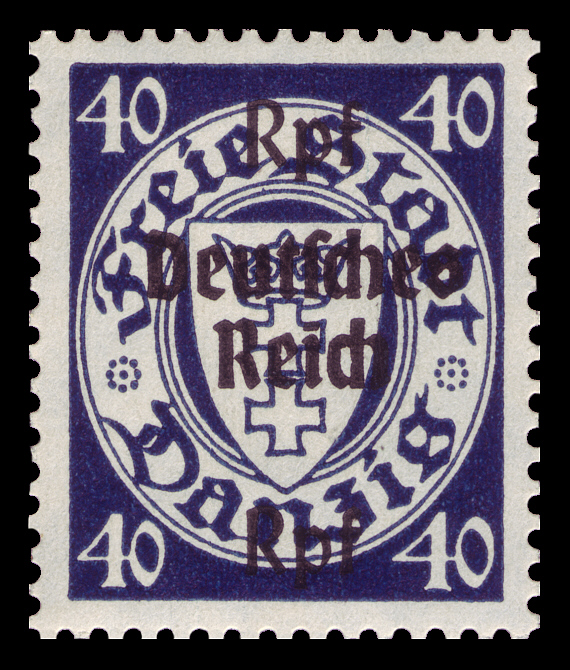
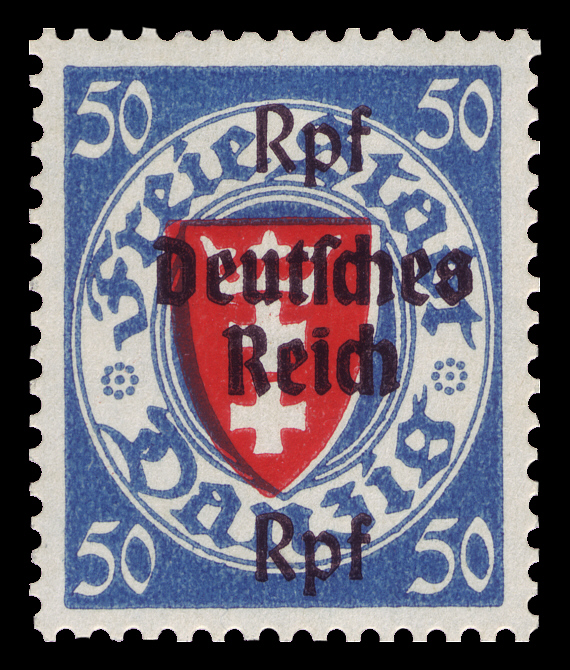
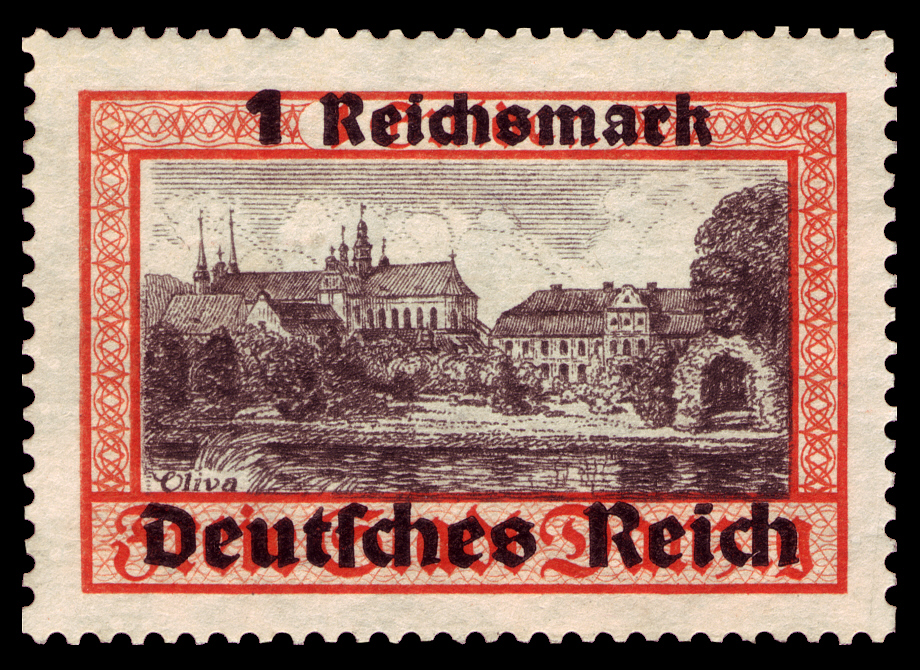
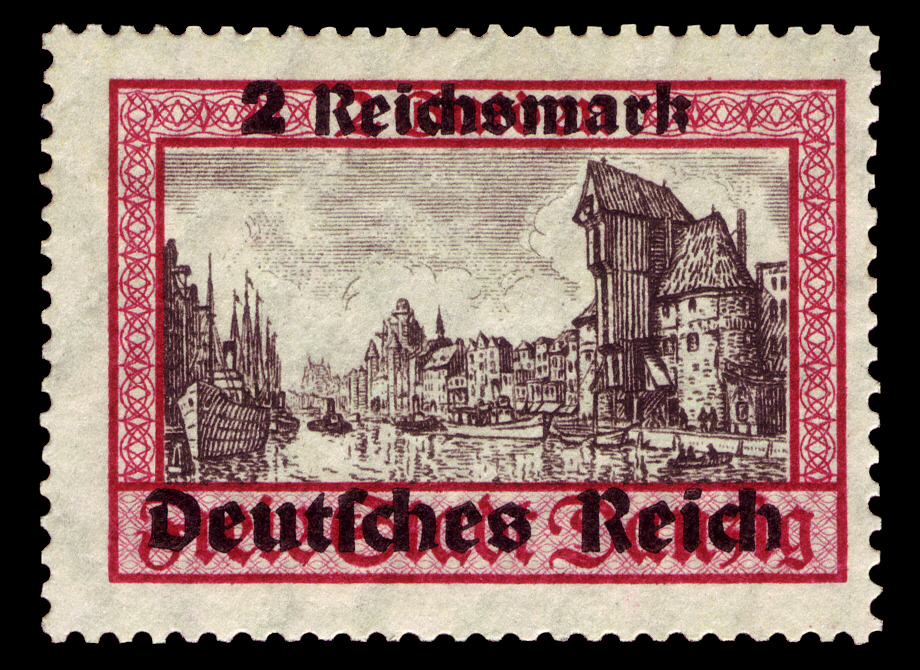